# Policía civil de Brasil

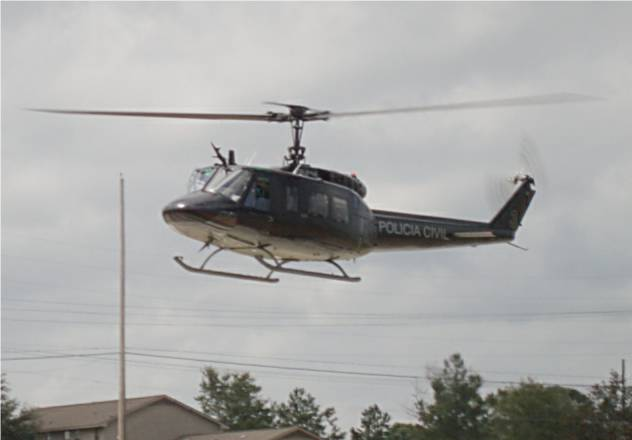
Helicóptero de la policía civil de Río de Janeiro.

La Policía Civil (en portugués: Polícia Civil) es el nombre de las fuerzas policiales estatales de investigación de Brasil.
La Policía Civil es organismo de la administración pública de los estados y del Distrito Federal de Brasil, cuya función es, de conformidad con el artículo 144 de la Constitución Federal de 1988, el ejercicio de la seguridad pública para la preservación del orden público, de la seguridad del pueblo y del patrimonio.
Cada uno de los estados y el Distrito Federal tiene su propio "Departamento de Policía Civil", que lleva a cabo trabajos de detectives, forenses e investigaciones criminales, actuando como una oficina estatal de investigación, mientras que la "Policía Militar" lleva a cabo tareas policiales preventivas.
Su objetivo es el ejercicio de las funciones de la policía judicial y el ejercicio de las actividades de la policía administrativa y de seguridad, que son indispensables para la preservación del orden jurídico, para la (promoción de la) vida armónica de la comunidad, y para garantizar los derechos y la libertad de los ciudadanos.

## Descripción
La Policía Civil de Brasil tuvo su origen en la Intendencia General de la Policía, creada en Río de Janeiro en 1808. Con la transferencia de la Familia Real portuguesa a Brasil en 1808, la Policía comenzó a ser regulada, tener estructura y un importante papel social. La Intendencia General de Policía de la Corte y el Estado de Brasil (Intendência Geral de Polícia da Corte e do Estado do Brasil, en portugués) fue creada por carta de D. João VI el 10 de mayo de ese año, centralizando los atributos de competencia de la policía perteneciente a varias autoridades como Ouvidor Geral, los alcaydes, los quadrilheiros y los capitanes de asalto y carretera.
El primer superintendente general de la policía fue el concejal Paulo Fernandes Viana, quien organizó la administración policial en la ciudad de Río de Janeiro como solía ser en Lisboa.
La Intendencia General de la Policía pasó por la fase del movimiento de emancipación política brasileña que finalmente culminó el 7 de septiembre de 1822.
La policía civil se había desarrollado gradualmente para todo el país durante los gobiernos imperial y republicano. Hoy, la existencia constitucional de la Policía Civil y sus atribuciones transcurren en virtud de los artículos 144, IV y 144 § 4 ° de la Constitución Federal.

## Organización
Existen 28 Fuerzas de Policía Civil en Brasil, una para cada Estado de la federación. Están dirigidos por un Jefe de Policía, elegido entre los agentes de la Comisión de Policía de carrera. 
Los servicios de la policía judicial se brindan a través de las comisarías de policía, agencias que tienen jurisdicción en ciudades pequeñas o barrios de las grandes ciudades.

## Investigaciones Especiales
El Departamento de Investigaciones Especiales, que es el órgano de información de la policía estatal, es responsable de las investigaciones policiales altamente complejas. Tiene a su cargo la seguridad de los dignatarios y el mantenimiento de los Servicios de Operaciones Especiales (CORE, GOE y otros) que utilizan policías altamente capacitados en tareas peligrosas que la Policía debe enfrentar a diario.